# U-679
| U-679                      | U-679                                                          | U-679                                                          |
| -------------------------- | -------------------------------------------------------------- | -------------------------------------------------------------- |
|                            |                                                                |                                                                |
|                            |                                                                |                                                                |
|                            |                                                                |                                                                |
| Під прапором               | Третій рейх                                                    | Третій рейх                                                    |
| Спуск на воду              | 18 вересня 1943 року                                           | 18 вересня 1943 року                                           |
| Виведений зі складу флоту  | 9 січня 1945 року                                              | 9 січня 1945 року                                              |
| Сучасний статус            | затоплений                                                     | затоплений                                                     |
| Проєкт                     |                                                                |                                                                |
| Тип ПЧ                     | Торпедний ДПЧ                                                  | Торпедний ДПЧ                                                  |
| Основні характеристики     |                                                                |                                                                |
| Швидкість (надводна)       | 17,7 вузлів                                                    | 17,7 вузлів                                                    |
| Швидкість (підводна)       | 7,6 вузлів                                                     | 7,6 вузлів                                                     |
| Робоча глибина занурення   | 100 м                                                          | 100 м                                                          |
| Гранична глибина занурення | 220 м                                                          | 220 м                                                          |
| Екіпаж                     | 44 осіб                                                        | 44 осіб                                                        |
| Розміри                    |                                                                |                                                                |
| Довжина найбільша (по КВЛ) | 67,1 м                                                         | 67,1 м                                                         |
| Ширина корпусу найб.       | 6,2 м                                                          | 6,2 м                                                          |
| Висота                     | 9,6 м                                                          | 9,6 м                                                          |
| Середня осадка (по КВЛ)    | 4,70 м                                                         | 4,70 м                                                         |
| Водотоннажність надводна   | 769 т                                                          | 769 т                                                          |
| Озброєння                  |                                                                |                                                                |
| Артилерія                  | одна палубна гармата калібру 88-мм, одна 20-мм зенітна гармата | одна палубна гармата калібру 88-мм, одна 20-мм зенітна гармата |
| Торпедно- мінне озброєння  | 4 носових і один кормовий ТА. 14 торпед або 26 мін             | 4 носових і один кормовий ТА. 14 торпед або 26 мін             |

U-679 — німецький підводний човен типу VIIC, часів  Другої світової війни.
Замовлення на будівництво човна було віддане 5 червня 1941 року. Човен був закладений на верфі суднобудівної компанії «Howaldtswerke Hamburg AG» у Гамбурзі 3 вересня 1942 року під заводським номером 828, спущений на воду 18 вересня 1943 року, 29 листопада 1943 року під командуванням лейтенанта Фрідріха Бреквольда увійшов до складу 31-ї флотилії. Також за час служби входив до складу 8-ї флотилії.
Човен зробив 3 бойових походи, в яких потопив 1 та пошкодив 1 військовий корабель.
Затонув 9 січня 1945 року у Фінській затоці біля острова Осмуссаар, підірвавшись на радянській міні. Всі члени екіпажу (51 особа) загинули.

## Командири
- Оберлейтенант-цур-зее резерву Фрідріх Бреквольдт (29 листопада 1943 — 20 жовтня 1944)
- Оберлейтенант-цур-зее Едуард Ауст (21 жовтня 1944 — 9 січня 1945)

## Потоплені та пошкоджені кораблі[3]
| Назва        | Тип             | Належність | Дата              | Тоннаж (БРТ) | Вантаж | Статус     | Місце                                                       |
| ТК-57 (№ 60) | торпедний катер | СРСР       | 15 липня 1944     | 36           |        | пошкоджено | 60°27′ пн. ш. 28°24′ сх. д. / 60.450° пн. ш. 28.400° сх. д. |
| СК-62 (№ 49) | патрульне судно | СРСР       | 18 листопада 1944 | 39           |        | потоплено  | 59°27′ пн. ш. 23°48′ сх. д. / 59.450° пн. ш. 23.800° сх. д. |